# Schloss Le Fay (Bossée)
Das ehemalige Schloss Le Fay ist eine Schlossruine in Bossée im französischen Département Indre-et-Loire.

## Geschichte
Le Fay war ein Lehen von Cormery und besaß das Recht der hohen, mittleren und niederen Gerichtsbarkeit. Im 18. Jahrhundert ging es in den Besitz der Familie Dangé-d’Orsay über, die es bis 1798 behielt. Seit 1742 war das Anwesen dem Schloss Grillemont in La Chapelle-Blanche angegliedert, mit dem es durch eine lange, gerade Allee verbunden ist.
Am 27. Juni 1730 weihte der Pfarrer von Bossée eine Kapelle auf dem Gelände des Schlosses „unter Anrufung des Hl. Franziskus und der Hl. Anna, der Schutzpatrone des Herrn François-Balthazar Dangé, Berater des Königs, Steuereinnehmer aus Loches und Günstling seiner Majestät, und der Dame Anne Jarry, seiner Gattin, beide Eigentümer des Schlosses Le Fay“, wie es im Pfarrregister von Bossée heißt.

## Beschreibung
Vom ehemaligen Anwesen sind nur noch der Wassergraben, über den eine kleine Brücke führt, und ein großes, sehr einfaches Gebäude mit Rundbogenfenstern, das zu einer Scheune umgebaut wurde, erhalten geblieben. Der Zugang zu den Ruinen erfolgt vorbei an zwei kleinen, rechtwinklig angeordneten Gebäuden, von denen eines zum ursprünglichen Gebäudekomplex gehört.